# 糸状菌
糸状菌（しじょうきん、英語: Filamentous fungi）とは、分類学上の階級（カテゴリー）ではなく菌類のうち、菌糸と呼ばれる管状の細胞から構成されているものの総称。

糸状菌

## 概要
糸状菌は、空気中、水中などの様々な場に生息している。とりわけ、土壌中には十万種以上存在するといわれ、放線菌より数が多く、土壌微生物の中で最も多いものである。

## 作用

### 動物の病原体
糸状菌には皮膚病や呼吸器系の疾患などの感染症や気管支喘息などの病気の原因となるものがある。例えば、水虫（白癬）は白癬菌による皮膚病のひとつであり、アスペルギルス症は肺の病気のひとつである。

### 植物病
糸状菌は作物や樹木など、植物の成長を阻害することでも知られ、農家や園芸家などでは嫌われている菌である。
糸状菌による病害の種類は数多くあり、主なものに青かび病、赤枯病、溝腐病、いもち病、瘡痂病、糸状菌性やさび病菌による赤衣病、赤星病、灰色かび病、赤焼病、イエローパッチ、萎黄病、萎凋病、うどんこ病、紫かび病、輪紋病、灰斑病、角斑病、糸状菌性による褐色腐敗病、褐色円斑病、褐色円星病、褐点病、褐斑病、せん孔褐斑病、褐変病、褐紋病、株腐病、がんしゅ病などがある。

### 食品工業での利用
糸状菌のうち、キノコとよばれる大型のものは、食用に用いられる。
カビと呼ばれるものも、病害や食品の変質などの害を起こすものばかりでなく、蛋白質やセルロースの分解、脱水などの作用を食品加工に利用する例も多い。麹はその代表的なもので、日本酒、味噌、酢などの製造に用いる。例えば、泡盛や焼酎はアワモリコウジカビで生産されている。中国の白酒やトウチと呼ばれる大豆加工品も主にクモノスカビなどの糸状菌の作用を利用して風味を出す。チーズの一部や中国ハムの独特の風味を出すためにも糸状菌が用いられる。
なお、酵母も真菌のひとつであるが、管状の細胞をもたず、糸状菌ではない。

### 汚水処理施設
視覚的に糸状を呈する微生物群の総称。汚水処理では、浅い水底に群落をつくり、あるいは水中に分散した糸状の群体を生じる細菌を糸状菌と称している。活性汚泥のバルキング（膨化）を引き起こす原因微生物であり、汚泥の沈降性の良否を判定する指標生物となっている。

### その他
医薬品製造などにも用いられるが、詳細はカビを参照。